# الوار چنار
عملیات الوار چنار (به انگلیسی: Timber Sycamore) عملیات محرمانه سازمان سازمان اطلاعات مرکزی ایالات متحد بود که با آغاز تحولات انقلاب سوریه آغاز شد و هدف آن توزیع و پخش اسلحه میان معارضان دولت بشار اسد بود.

## شرح
برنامه اصلی این عملیات محرمانه، تامین تسلیحات و آموزش نظامی به مخالفان دولت بشار اسد بود که به دست سازمان اطلاعات مرکزی ایالات متحده و با حمایت بریتانیا و برخی از سرویس‌های اطلاعاتی عربی، از جمله سازمان اطلاعات عربستان سعودی اجرا و پشتیبانی می‌شد. هدف این برنامه برکناری بشار اسد رئیس‌جمهور وقت سوریه از قدرت بود. در این برنامه که در سال ۲۰۱۲ یا ۲۰۱۳ آغاز شد پول، سلاح و آموزش در اختیار گروه‌های مخالف دولت سوریه که در جنگ داخلی سوریه علیه نیروهای دولتی می‌جنگیدند قرار می‌داد.
به گفته مقامات آمریکایی، این برنامه توسط بخش فعالیت‌های ویژه سازمان سیا اداره می‌شد و هزاران شورشی را آموزش داده است. باراک اوباما، رئیس‌جمهور وقت ایالات متحده، به‌طور محرمانه مجوز مسلح کردن شورشیان تحت فشار سوریه را در سال ۲۰۱۳ صادر کرد. این برنامه در اواسط سال ۲۰۱۶ به‌طور عمومی فاش شد.
یکی از پیامدهای این برنامه سرازیر شدن مقدار زیادی از سلاح‌های آمریکایی از جمله تفنگ‌های تهاجمی، خمپاره‌اندازه‌ها و نارنجک‌اندازها ضد زره به بازار سیاه خاورمیانه بود. منتقدان این برنامه در داخل دولت اوباما آن را بی‌اثر و پرهزینه می‌دانستند و نسبت به افتادن سلاح‌ها به دست گروه‌های اسلام‌گرا و همچنین همکاری شورشیان تحت حمایت الوار چنار با جبهه النصره (وابسته به القاعده) و متحدان آن ابراز نگرانی کرده بودند.
مقامات آمریکایی در ژوئیه ۲۰۱۷ اعلام کردند که عملیات الوار چنار به آرامی کنار گذاشته خواهد شد و بودجه آن ممکن است به مبارزه با داعش یا ارائه توانمندی‌های دفاعی به نیروهای شورشی اختصاص یابد.